# 馬什格羅夫鎮區 (明尼蘇達州馬歇爾縣)
馬什格羅夫鎮區（英語：Marsh Grove Township）是位於美國明尼蘇達州馬歇爾縣的一個行政鎮區。

## 歷史
馬什格羅夫鎮區於1884年設立，得名自當地的草沼和樹林。

## 地方資料
馬什格羅夫鎮區的面積為92.97平方千米，皆為陸地。根據2020年美國人口普查的數據，當地共有人口119人，而人口密度為每平方千米1.28人。